# كسوف الشمس 11 أبريل 2051
سيحدث كسوف جزئي للشمس يوم الثلاثاء 11 أبريل 2051. يحدث كسوف الشمس عندما يمر القمر بين الأرض والشمس ، وبالتالي يحجب صورة الشمس كليًا أو جزئيًا عن مشاهد على الأرض. يحدث كسوف جزئي للشمس في المناطق القطبية من الأرض عندما يغيب مركز ظل القمر عن الأرض.
سوف يمر الظل المظلي للقمر فوق القطب الشمالي للأرض. سيكون أكبر كسوف جزئي للشمس في القرن الحادي والعشرين.
سيتم تسجيل المرحلة القصوى من الكسوف الجزئي (0.98) في بحر بارنتس . وسيراعى الكسوف في الشمال الشرقي من أوروبا وعمليا في جميع أنحاء في آسيا ، في الشمال على كندا وغرينلاند وفي كل مكان في الولايات المتحدة ولاية ألاسكا .

## الخسوفات ذات الصلة

### كسوف الشمس 2051-2054
هذا الكسوف هو جزء من سلسلة كسوف الشمس 2051-2054. يتكرر الكسوف في كل 177 يومًا تقريبًا و 4 ساعات في العقد المتناوبة من مدار القمر.
| مجموعات سلسلة كسوف الشمس من 2051-2054 | مجموعات سلسلة كسوف الشمس من 2051-2054 | مجموعات سلسلة كسوف الشمس من 2051-2054 | مجموعات سلسلة كسوف الشمس من 2051-2054 | مجموعات سلسلة كسوف الشمس من 2051-2054 |
| ------------------------------------- | ------------------------------------- | ------------------------------------- | ------------------------------------- | ------------------------------------- |
| عقدة تصاعدية                          | عقدة تصاعدية                          |                                       | عقدة تنازلية                          | عقدة تنازلية                          |
| ساروس                                 | الخريطة                               | ساروس                                 | الخريطة                               |                                       |
| 120                                   | أبريل 11, 2051 جزئي                   | 125                                   | أكتوبر4, 2051 [الإنجليزية] جزئي       |                                       |
| 130                                   | مارس 30, 2052 [الإنجليزية] كلي        | 135                                   | سبتمبر 22, 2052 [الإنجليزية] حلقي     |                                       |
| 140                                   | مارس 20, 2053 [الإنجليزية] حلقي       | 145                                   | سبتمبر 12, 2053 [الإنجليزية] كلي      |                                       |
| 150                                   | مارس 9, 2054 [الإنجليزية] جزئي        | 155                                   | سبتمبر 2, 2054 [الإنجليزية] جزئي      |                                       |

### ساروس 120
هذا الكسوف جزء من دورة ساروس 120 ، يتكرر كل 18 سنة ، 11 يومًا ، يحتوي على 71 حدثًا.
- بدأت السلسلة بكسوف جزئي للشمس في 27 مايو 933 م ،
- ووصل إلى كسوف حلقي في 11 أغسطس 1059.
- كان حدثًا هجينًا لمدة 3 تواريخ: 8 مايو 1510 حتى 29 مايو 1546 ،
- والكسوف الكلي من يونيو. 8 ، 1564 ، حتى 30 مارس 2033.
- تنتهي السلسلة في العضو 71 ككسوف جزئي في 7 يوليو ، 2195.

كانت أطول مدة للإجمالي هي دقيقتان و 50 ثانية في 9 مارس 1997. جميع الكسوفات في هذه السلسلة تحدث في عقدة القمر الهابطة.
| تحدث أعضاء السلسلة 55-65 بين عامي 1901 و 2100 | تحدث أعضاء السلسلة 55-65 بين عامي 1901 و 2100 | تحدث أعضاء السلسلة 55-65 بين عامي 1901 و 2100 |
| 55                                            | 56                                            | 57                                            |
| --------------------------------------------- | --------------------------------------------- | --------------------------------------------- |
| يناير 14, 1907 [الإنجليزية]                   | يناير 24, 1925 [الإنجليزية]                   | فبراير 4, 1943 [الإنجليزية]                   |
| 58                                            | 59                                            | 60                                            |
| فبراير 15, 1961 [الإنجليزية]                  | فبراير 26, 1979 [الإنجليزية]                  | مارس 9, 1997 [الإنجليزية]                     |
| 61                                            | 62                                            | 63                                            |
| مارس 20, 2015                                 | مارس 30, 2033                                 | أبريل 11, 2051                                |
| 64                                            | 65                                            |                                               |
| أبريل 21, 2069 [الإنجليزية]                   | May 2, 2087 [الإنجليزية]                      |                                               |

### سلسلة اينكس
هذا الكسوف هو جزء من دورة اينكس طويلة الأمد ، يتكرر عند العقد المتناوبة ، كل 358 شهرًا سينوديًا (≈ 10571.95 يومًا ، أو 29 عامًا ناقص 20 يومًا).
مظهرها وخط طولها غير منتظمين بسبب عدم التزامن مع الشهر غير الطبيعي (فترة الحضيض). ومع ذلك ، فإن مجموعات 3 دورات اينكس (87 سنة ناقص شهرين) تقترب (≈ 1،151.02 شهرًا غير طبيعي) ، لذا فإن الكسوف متشابه في هذه المجموعات.
| أعضاء سلسلة اينكس بين عامي 1901 و 2100: | أعضاء سلسلة اينكس بين عامي 1901 و 2100: | أعضاء سلسلة اينكس بين عامي 1901 و 2100: |
| --------------------------------------- | --------------------------------------- | --------------------------------------- |
| 22 نوفمبر 1919 (ساروس 141)              | 1 نوفمبر 1948 (ساروس 142)               | 12 أكتوبر 1977 (ساروس 143)              |
| 22 سبتمبر 2006 (ساروس 144)              | 2 سبتمبر 2035 (ساروس 145)               | 12 أغسطس 2064 (ساروس 146)               |
| 23 يوليو 2093 (ساروس 147)               |                                         |                                         |

### سلسلة تريتوس
هذا الكسوف هو جزء من دورة تريتوس ، يتكرر عند العقد المتناوبة كل 135 شهرًا متزامنًا (≈ 3986.63 يومًا ، أو 11 عامًا ناقص شهر واحد). مظهرها وخط طولها غير منتظمين بسبب نقص التزامن مع الشهر غير الطبيعي (فترة الحضيض) ، لكن التجمعات المكونة من 3 دورات تريتوس (33 عامًا ناقص 3 أشهر) تقترب (≈ 434.044 شهرًا غير طبيعي) ، لذا فإن الكسوف متشابه في هذه التجمعات.
| أعضاء سلسلة تريتوس بين عامي 1901 و 2100 | أعضاء سلسلة تريتوس بين عامي 1901 و 2100 | أعضاء سلسلة تريتوس بين عامي 1901 و 2100 | أعضاء سلسلة تريتوس بين عامي 1901 و 2100 |
| --------------------------------------- | --------------------------------------- | --------------------------------------- | --------------------------------------- |
| 9 سبتمبر 1904 (ساروس 133)               | 10 أغسطس 1915 (ساروس 134)               | 9 يوليو 1926 (ساروس 135)                |                                         |
| 8 يونيو 1937 (ساروس 136)                | 9 مايو 1948 (ساروس 137)                 | 8 أبريل 1959 (ساروس 138)                |                                         |
| 7 مارس 1970 (ساروس 139)                 | 4 فبراير 1981 (ساروس 140)               | 4 يناير 1992 (ساروس 141)                |                                         |
| 4 ديسمبر 2002 (ساروس 142)               | 3 نوفمبر 2013 (ساروس 143)               | 2 أكتوبر 2024 (ساروس 144)               |                                         |
| 2 سبتمبر 2035 (ساروس 145)               | 2 أغسطس 2046 (ساروس 146)                | 1 يوليو 2057 (ساروس 147)                |                                         |
| 31 مايو 2068 (ساروس 148)                | 1 مايو 2079 (ساروس 149)                 | 31 مارس 2090 (ساروس 150)                |                                         |

### سلسلة ميتونيك
تتكرر السلسلة ميتونيك كل 19 عامًا (6939.69 يومًا) ، وتستمر حوالي 5 دورات. يحدث الكسوف في نفس تاريخ التقويم تقريبًا. بالإضافة إلى ذلك ، تتكرر سلسلة اكتون الفرعية 1/5 من ذلك أو كل 3.8 سنوات (1387.94 يومًا). تحدث جميع الكسوفات في هذا الجدول عند العقدة الهابطة للقمر.
| 21 أحداث الكسوف بين 21 يونيو 1982 و 21 يونيو 2058 | 21 أحداث الكسوف بين 21 يونيو 1982 و 21 يونيو 2058 | 21 أحداث الكسوف بين 21 يونيو 1982 و 21 يونيو 2058 | 21 أحداث الكسوف بين 21 يونيو 1982 و 21 يونيو 2058 | 21 أحداث الكسوف بين 21 يونيو 1982 و 21 يونيو 2058 |
| يونيو21                                           | أبريل 8–9                                         | يناير26                                           | نوفمبر 13–14                                      | سبتمبر 1–2                                        |
| 107                                               | 109                                               | 111                                               | 113                                               | 115                                               |
| ------------------------------------------------- | ------------------------------------------------- | ------------------------------------------------- | ------------------------------------------------- | ------------------------------------------------- |
| يونيو21, 1963                                     | أبريل 9, 1967                                     | يناير26, 1971                                     | نوفمبر 14, 1974                                   | سبتمبر 2, 1978                                    |
| 117                                               | 119                                               | 121                                               | 123                                               | 125                                               |
| يونيو21, 1982 [الإنجليزية]                        | أبريل 9, 1986 [الإنجليزية]                        | يناير26, 1990 [الإنجليزية]                        | نوفمبر 13, 1993 [الإنجليزية]                      | سبتمبر 2, 1997 [الإنجليزية]                       |
| 127                                               | 129                                               | 131                                               | 133                                               | 135                                               |
| يونيو21, 2001                                     | أبريل 8, 2005                                     | يناير26, 2009                                     | نوفمبر 13, 2012                                   | سبتمبر 1, 2016                                    |
| 137                                               | 139                                               | 141                                               | 143                                               | 145                                               |
| يونيو21, 2020                                     | أبريل 8, 2024                                     | يناير26, 2028                                     | نوفمبر 14, 2031                                   | سبتمبر 2, 2035                                    |
| 147                                               | 149                                               | 151                                               | 153                                               | 155                                               |
| يونيو21, 2039 [الإنجليزية]                        | أبريل 9, 2043 [الإنجليزية]                        | يناير26, 2047 [الإنجليزية]                        | نوفمبر 14, 2050 [الإنجليزية]                      | سبتمبر 2, 2054 [الإنجليزية]                       |
| 157                                               |                                                   |                                                   |                                                   |                                                   |
| يونيو21, 2058 [الإنجليزية]                        |                                                   |                                                   |                                                   |                                                   |

## روابط خارجية
- www.solar-eclipse.de - متوسط التغطية السحابية والمدن على طول مسار الكسوف
- http://eclipse.gsfc.nasa.gov/SEplot/SEplot2051/SE2051Apr11P. GIF